# Olga Berg
Olga Berg (Buenos Aires, Argentina, 1917 - Buenos Aires, 18 de junio de 1987) fue una directora teatral y primera actriz argentina de cine, radio, teatro y televisión.

## Carrera
Olga Berg fue una prodigiosa actriz del cine y del teatro argentino. Brilló en algunos filmes de la época dorada cinematográfica junto a primeras figuras de la escena como Pedro López Lagar, Fanny Navarro, Pedro Maratea, Carlos Estrada,  Alberto de Mendoza, Rosa Catá, Héctor Alterio, Luisina Brando, entre muchos otros.
También trabajó como actriz de doblaje del personaje de Marta Roldán en el film La ciudad oculta. Además participó en varios ciclo en televisión y en decenas de obras para el Teatro Independiente.
En radio trabajó en un radioteatro con libretos de Julio Porter, junto a Corita Acuña, Marga de los Llanos, Martín Clutet y Pablo Cuiño.
Falleció el jueves 18 de junio de 1987 en Buenos Aires luego de una larga enfermedad. Sus restos descansan en el panteón de la Asociación Argentina de Actores del Cementerio de la Chacarita. En la década del '90 la AAA, de la que fue miembro activa, tesorera y encargada de relaciones internacionales desde 1966, creó en su homenaje la "Sala Olga Berg" donde se presentaron decenas de libros y obras teatrales.

## Filmografía
- 1951: Suburbio
- 1973: Paño verde
- 1985: La cruz invertida
- 1989: La ciudad oculta[3]

## Televisión
- 1957: Historias fantásticas de suspenso / Historias de suspenso
- 1956: El mundo en el tiempo, de Tito De Miglio, junto a Guillermo Helbling y Ana María Castro.
- 1956: Cámara negra, con Jorge Palaz, Julio De Grazia y María Maristany.
- 1956: Pequeño teatro de la tarde
- 1959: Donde empieza el camino
- 1960: Obras maestras del terror
- 1960: La carreta fantasma
- 1961: Telebiografías
- 1961: Las sombras[4]
- 1972: Alta Comedia
- 1980/1981: Trampa para un soñador
- 1983: Aprender a vivir... 83[5]

## Teatro
- El zoo de cristal (1954), estrenada en el Teatro Ateneo, junto con Norma Aleandro, Luis Medina Castro y Juan Carlos Galván. Integraron el Grupo de Los Cuatro, dirigido por David Stivel.
- La hora radiante (1954), de Keik Winter y estrenada en el  Teatro Mariano Moreno, con Alicia E. Blanco del Río, Miguel Ángel Castro, Roberto De Renzis, América Le Graciet y Jorge.
- Los padres terribles (1956), de Jean Cocteau.
- Orfeo en las tinieblas
- El hombre imperfecto
- La voz humana de Jean Cocteau, con los músicos Jorge López Ruiz (contrabajo), Mario Consentino (saxo) y Astarita (batería).
- Segundo Tiempo (1966), con Luis Brandoni, Marta Bianchi, Ricardo Halac, Javier Portales, María Rosa Fugazot y Chela Ruiz.
- Espiritismo en la casa vieja (1967) de Ugo Betti, estrenada en el Teatro Payró, junto con Nora Cullen, Aldo Kaiser, Alma Bressan, Onofre Lovero, Gastón Breyer, Lía Gravel, Mario Tenner y Alberto Rodríguez Muñoz.[6]
- Fray Mocho del 900 (1975), con importante elenco que incluía a Ubaldo Martínez, María Elena Sardi, Catalina Speroni, Cristina Tejedor, Carlos Calvo, Lalo Hartich, Alejandro Marcial, Aldo Kaiser y Eloísa Cañizares, entre otros.
- El taller (1981), de Jean-Claude Grumberg y con dirección de Julio Baccaro, en compañía de Hilda Bernard, Adriana Aizemberg, Noemí Kazán, María Elena Sardi, Miryam Strat, Meme vigo, Jorge Macchi, Oscar Pedraza, Manuel Cruz, entre otros.
- Ana y las langostas (1982)

## Galardones
Premio del Club Argentino de Mujeres a la intérprete de mejor dicción dramática (medalla de plata).